# Nachal Pelet
Nachal Pelet (hebrejsky נחל פלט) je vádí v jižním Izraeli, v centrální části Negevské pouště.
Začíná v nadmořské výšce přes 450 metrů poblíž vrchů Giv'ot Tnan. Směřuje pak k severoseverozápadu kopcovitou pouštní krajinou, přičemž míjí rozptýlené beduínské osídlení. Zleva přijímá vádí Nachal Atudim. Podchází těleso dálnice číslo 25 a Železniční trať Beerševa - Dimona. Poblíž beduínské osady Abu Kuvajdar ústí zleva do vádí Nachal Be'erševa.